# Hessdalen
Hessdalen – miejscowość w gminie Holtålen w regionie Trøndelag w Norwegii, liczy około 150 mieszkańców. Nazwa Hessdalen odnosi się również do doliny, w której znajduje się wieś.

## Światła nad Hessdalen
Obszar Hessdalen znany jest z występowania niewyjaśnionych zjawisk świetlnych zwanych „Światłami nad Hessdalen”. Zjawisko to jest monitorowane przez „Hessdalen AMS”. Przejściowe zjawiska świetlne w Dolinie Hessdalen obserwowane są od początku XIX wieku, kiedy to duchowny Jacob Tode Krogh zimą 1811 roku sporządził pierwszą na ich temat dokumentację. Jednak zjawisko zaczęto naukowo badać dopiero od 1984 roku. Mimo licznych badań naukowych do dzisiaj nie jest znana przyczyna pojawiania się świateł. Istnieje wielu wyznawców teorii, że światła te są pochodzenia pozaziemskiego i mają powiązanie z aktywnością obcych cywilizacji. Dzięki licznym teoriom spiskowym światła z Hessdalen stały się atrakcją turystyczną ściągającą do doliny liczne tłumy miłośników zagadek i niewyjaśnionych zjawisk.